# Naturschutzgebiet Schluchtwald Heinrichsdorf
Das Naturschutzgebiet Schluchtwald Heinrichsdorf mit einer Größe von 13,1 ha liegt östlich von Heinrichsdorf im Stadtgebiet von Olsberg im Hochsauerlandkreis. Das Gebiet wurde 2004 mit dem Landschaftsplan Olsberg durch den Hochsauerlandkreis als Naturschutzgebiet (NSG) ausgewiesen.

## Gebietsbeschreibung
Beim NSG handelt es sich um einen Rotbuchenwald. Der Wald ist teilweise als Silberblatt-Schatthangwald ausgeprägt.

## Pflanzenarten im NSG
Vom Landesamt für Natur, Umwelt und Verbraucherschutz Nordrhein-Westfalen dokumentierte Pflanzenarten im Gebiet: Echter Wurmfarn, Echtes Springkraut, Eichenfarn, Esche, Fichte, Frauenfarn, Gegenblättriges Milzkraut, Gewöhnliche Goldnessel, Hain-Sternmiere, Quirl-Weißwurz, Rotbuche, Ruprechtskraut, Sand-Birke, Schmalblättriges Weidenröschen, Wald-Sauerklee, Wald-Schaumkraut, Wald-Ziest, Waldmeister, Weiße Hainsimse, Wiesen-Knäuelgras, Wildes Silberblatt und Zwiebel-Zahnwurz.

## Schutzzweck
Im NSG soll der dortige Wald geschützt werden. Wie bei allen Naturschutzgebieten in Deutschland wurde in der Schutzausweisung darauf hingewiesen, dass das Gebiet „wegen der Seltenheit, besonderen Eigenart und Schönheit des Gebietes“ zum Naturschutzgebiet wurde.